# Radiació ionitzant

Senyal de perill per radiació.

Una radiació ionitzant és aquella radiació que té prou energia per a provocar l'excitació i la ionització dels àtoms de la matèria al seu pas. Pot ser una radiació electromagnètica amb una longitud d'ona molt curta, com els raigs gamma o els raigs X, o partícules d'alta energia, com ara electrons, partícules alfa o protons. Aquestes radiacions poden danyar l'estructura molecular de les substàncies com a conseqüència de la transferència directa d'energia vers els seus àtoms (ionització directa) o a causa de l'emissió secundària d'electrons (ionització indirecta). Els danys que poden causar sobre els teixits biològics poden ser molt severs, habitualment a conseqüència de l'alteració de les molècules d'aigua, la radiació provoca l'ejecció d'un electró de les molècules d'aigua i això origina productes altament reactius, que tenen efectes oxidants o reductor. Aquests efectes de la radiació sobre els éssers vius són estudiats per la radiobiologia.
Altres tipus de radicació, com la llum visible, els raigs infraroigs o les ones de ràdio no són ionitzants.
Les radiacions ionitzants poden provenir de substàncies radioactives, que emeten aquestes radiacions de forma espontània, o de generadors artificials, com ara els generadors de raigs X i els acceleradors de partícules. Són utilitzades, des del seu descobriment per Wilhelm Conrad Röntgen el 1895, en aplicacions mèdiques i industrials, i és l'aplicació més coneguda dels aparells de raigs X, o l'ús de fonts de radiació en l'àmbit mèdic, tant en diagnòstic (gammagrafia) com en el tractament (radioteràpia en oncologia, per exemple) mitjançant l'ús de fonts (p. ex cobaltoteràpia) o acceleradors de partícules.

## Classificació de les radiacions ionitzants
Segons siguin fotons o partícules

Espectre electromagnètic en diagrama que il·lustra que la radiació ionitzant apareix en freqüències superiors a Hz.

- Radiació electromagnètica: està formada per fotons amb energia suficient com per ionitzar la matèria (és a dir, superior a unes desenes de electró-volts). Segons el seu origen i la seva energia es classifiquen en raigs X i raigs gamma.
- Radiació corpuscular: inclou la radiació alfa (nuclis d'heli), beta (electrons i positrons d'alta energia), protons, neutrons i altres partícules que només es produeixen pels raigs còsmics o en acceleradors d'alta energia, com els pions o els muons.[5][6]

Segons la ionització produïda
- Radiació directament ionitzant: sol comprendre les radiacions corpusculars formades per partícules carregades que interaccionen de forma directa amb els electrons i amb el nucli dels àtoms de molècules com per exemple la de l'aigua. En són exemples la radiació alfa, carregada positivament, i la radiació beta menys, carregada negativament. Solen tenir una transferència lineal d'energia alta.
- Radiació indirectament ionitzant: està formada per les partícules no carregades com els fotons, els neutrins o els neutrons, que en travessar la matèria interaccionen amb ella produint partícules carregades sent aquestes les que ionitzen a altres àtoms. N'és un exemple la radiació gamma. Solen tenir una baixa transferència lineal d'energia.

Segons la font de la radiació ionitzant
- Les radiacions naturals: procedeixen de radioisòtops que es troben presents en l'aire (com per exemple el Rn-222 o el C-14), el cos humà (p. ex. el C-14 o l'U-235), els aliments (p. ex. el Na-24 o l'U-238), l'escorça terrestre (i per tant les roques i els materials de construcció obtinguts d'aquestes, com el K-40), o de l'espai (radiació còsmica). Són radiacions no produïdes pels humans. Més del 80% de l'exposició a radiacions ionitzants de mitjana a la qual està exposada la població prové de les fonts naturals.
- Les radiacions artificials: estan produïdes per activitats desenvolupades per l'ésser humà, com ara l'ús aparells utilitzats en radiologia, alguns emprats en radioteràpia, per materials radioactius que no existeixen en la natura (reactors nuclears, acceleradors) o per materials que els humans directament concentren químicament. La naturalesa física de les radiacions artificials és idèntica a la de les naturals. Per exemple, els raigs X naturals i els raigs X artificials són ambdós raigs X (fotons o ones electromagnètiques que procedeixen de la desexcitació d'electrons atòmics). Les restes de les explosions de bombes a la Segona Guerra Mundial, en les proves atòmiques dutes a terme a l'atmosfera per les potències nuclears durant l'inici de la Guerra Freda, o les degudes a l'accident de Txernòbil donen lloc a una presència de radioisòtops artificials procedents de la fissió nuclear (principalment cesi 137). Els isòtops de semiperíode més llarg seran detectables durant desenes d'anys en tota la superfície terrestre.[7]

## Unitats de mesura de la radiació ionitzant

Representació senzilla del poder de penetració dels diferents tipus de radiació ionitzant. Una partícula alfa no penetra una làmina de paper, una versió beta no penetra una làmina de metall i un fotó penetra fins i tot grans gruixos de metall o formigó.

Els éssers humans no tenen cap sentit que percebi les radiacions ionitzants. Hi ha diversos tipus d'instruments que poden captar i mesurar la quantitat de radiació ionitzant que absorbeix la matèria, per exemple els comptadors Geiger, detectors de ionització gasosa, centellejadors o certs semiconductors.
Hi ha diferents unitats de mesura de la radiació ionitzant en el Sistema Internacional d'Unitats (SI), es diferencia entre dosi absorbida i dosi equivalent. La dosi absorbida és una magnitud física, que mesura la quantitat d'energia absorbida per unitat de massa com a conseqüència de l'exposició d'un cos a una radiació ionitzant, i es mesura en grays. La dosi equivalent seria l'energia que una radiació de referència hauria de transferir a la unitat de massa d’un teixit per tal de produir el mateix efecte biològic que la dosi absorbida de la radiació estudiada, la seva unitat de mesura és el sievert. Addicionalment hi ha el becquerel que serveix per a mesurar l'activitat radioactiva. Tant el gray com el sievert són unitats derivades que s'expressen en J · kg-1, tanmateix se'ls va donar noms especials per tal d'evitat possibles errors en la utilització de la notació joule per quilogram.

## Radiacions ionitzants i salut

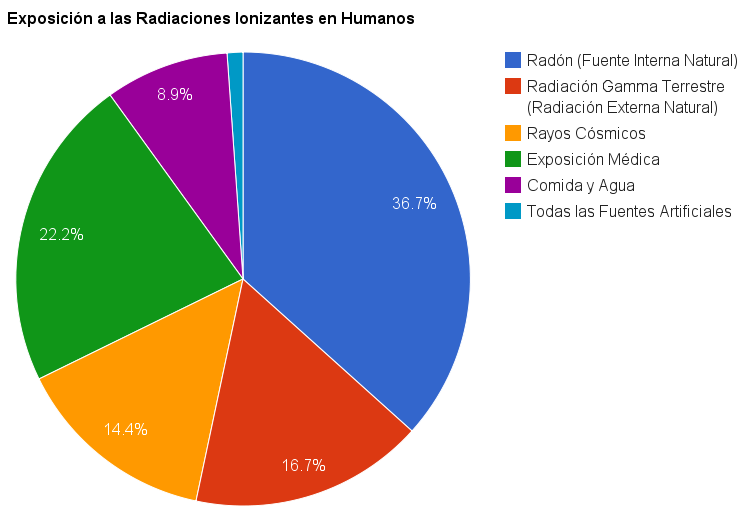
Exposició a les radiacions ionitzants en humans.

Com ja s'ha dit, els éssers vius estan exposats a nivells baixos de radiació ionitzant procedent del sol, les roques, el sòl, fonts naturals del mateix organisme, residus radioactius de proves nuclears en el passat, de certs productes de consum i de materials radioactius alliberats des d'hospitals i des de plantes associades a l'energia nuclear i a les de carbó.
Els treballadors exposats a major quantitat de radiacions són els astronautes (a causa de la radiació còsmica), el personal mèdic o de raigs X, els investigadors, els que treballen en una instal·lació radioactiva o nuclear. A més, es rep una exposició addicional amb cada examen de raigs X i de medicina nuclear, i la quantitat depèn del tipus i del nombre d'exploracions.
No s'ha demostrat que l'exposició a nivells baixos de radiació ionitzant de l'ambient afecti la salut d'éssers humans. De fet, hi ha estudis que afirmen que podrien ser beneficioses (la hipòtesi de l'hormesi).

No obstant això, els organismes dedicats a la protecció radiològica oficialment utilitzen la hipòtesi conservadora que fins i tot en dosis moderades, i fins i tot molt baixes, les radiacions ionitzants augmenten la probabilitat de contraure càncer, i que aquesta probabilitat augmenta amb la dosi rebuda (Model lineal sense llindar). Als efectes produïts a aquestes dosis baixes se'ls sol anomenar efectes probabilistes, estadístics o estocàstics.
L'exposició a altes dosis de radiació ionitzant pot causar cremades de la pell, caiguda dels cabells, nàusees, malalties i la mort. Els efectes dependran de la quantitat de radiació ionitzant rebuda i de la durada de la irradiació, i de factors personals com ara el sexe, edat a què es va exposar, i de l'estat de salut i nutrició. Augmentar la dosi produeix efectes més greus.
Està demostrat que una dosi de 3 a 4 Sv produeix la mort en el 50% dels casos. Als efectes produïts a altes dosis se'ls denomina deterministes o no estocàstics en contraposició als estocàstics.

## Interacció de la radiació amb la matèria
Les partícules carregades, com els electrons, els positrons, muons, protons, ions o altres, interactuen directament amb l'escorça electrònica dels àtoms, a causa de la força electromagnètica.
Els raigs gamma interactuen amb els àtoms de la matèria amb tres mecanismes diferents:
- Absorció fotoelèctrica: és una interacció en què el fotó gamma incident desapareix. En el seu lloc, es produeix un fotoelectró d'una de les capes electròniques del material absorbent amb una energia cinètica procedent de l'energia del fotó incident, menys l'energia de lligadura de l'electró a la capa original.
- Efecte Compton: és una col·lisió elàstica entre un electró lligat i un fotó incident, sent la divisió d'energia entre ambdós dependents de l'angle de dispersió.
- Producció de parells: el procés ocorre al camp d'un nucli del material absorbent i correspon a la creació d'un parell electró—positró al punt en què desapareix el fotó gamma incident. Com que el positró és una forma d'antimatèria, una vegada que la seva energia cinètica es faci menyspreable es combinarà amb un electró del material absorbent, aniquilant-se i produint un parell de fotons.

Els neutrons interactuen amb els nuclis de la matèria mitjançant els efectes següents:
- Activació: és una interacció completament inelàstica dels neutrons amb els nuclis, mitjançant la qual el neutró és absorbit, produint un isòtop diferent. És la base de la transmutació produïda en els ADSs.
- Fissió: mitjançant aquesta interacció els neutrons s'uneixen a un nucli pesant (com l'urani-235) excitant-lo de manera que provoca la seva inestabilitat i desintegració posterior en dos nuclis més lleugers i altres partícules. És la base dels reactors nuclears de fissió.
- Col·lisió inelàstica: en aquesta interacció el neutró col·lideix amb el nucli cedint una part de la seva energia, de manera que el resultat és un neutró i un nucli excitat que normalment emet radiacions gamma, ionitzants, més tard.